# Glaciar Unión

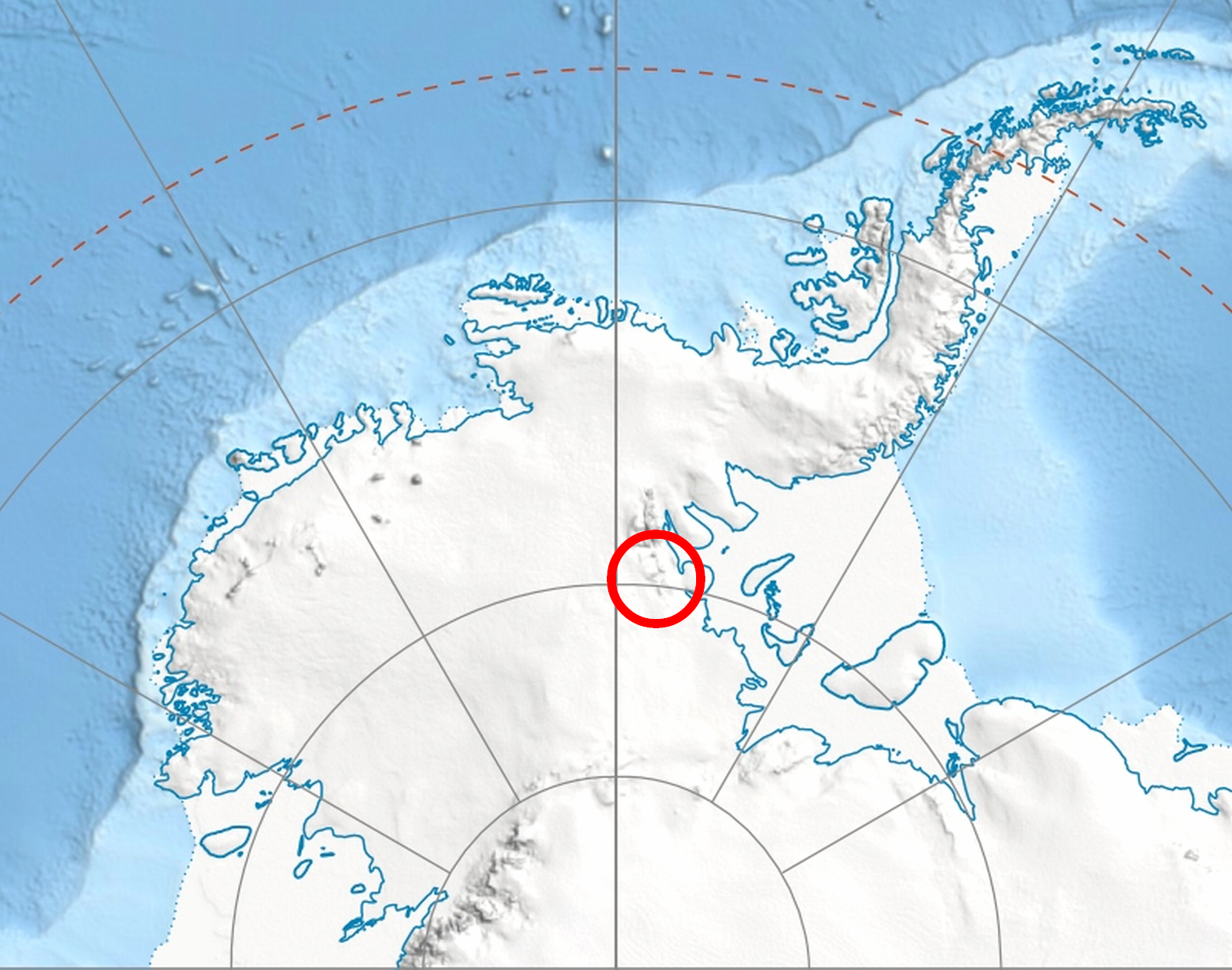
Ubicación de la cordillera Heritage en la Antártida.

El glaciar Unión es un largo y montañoso glaciar que recibe el flujo de varios afluentes y drena a través de la mitad de la cordillera Heritage, montes Ellsworth en la Tierra de Ellsworth, en la Antártida. Los desagües de los glaciares llegan a los montañas Edson en el lado oeste de la cordillera y fluye hacia el este entre las cumbres Pioneer y las montañas Enterprise. Se encuentra en una zona solo reclamada por Chile.

## Historia
El glaciar Unión fue cartografiado por el Servicio Geológico de los Estados Unidos y la Armada de los Estados Unidos, fue nombrado por el Comité Consultivo sobre Nombres Antárticos junto con el nombre de la cordillera Heritage.
A 160km se encuentra el lago subglacial CECs, descubierto en enero de 2014 y validado en mayo de 2015, fue descubierto por el Centro de Estudios Científicos con sede principal en Valdivia, Chile. Existe la hipótesis de que puede albergar vida.
Desde noviembre de 2010 la empresa Antarctic Logistics & Expeditions LLC, que presta apoyo al turismo extremo y expediciones particulares hacia el Polo Sur, ya contaba con un campamento cercano a una pista aérea de "hielo azul" (Campamento Glaciar Unión). Tanto el Gobierno de Chile como la empresa LLC se trasladaron al lugar después de operar en primera instancia en el área de Patriot Hills (Campamento Base Patriot Hills), unos 70 km al sudeste, donde la compañía privada, antes llamada Adventure Network International, realizaba operaciones desde 1987, mientras que la Fuerza Aérea de Chile (Base Teniente Arturo Parodi Alister) y el INACH (sección denominada Base Antonio Huneeus) mantenían cada uno una base de verano desde 1999.
En noviembre de 2014 Chile inauguró ahí la Estación Polar Científica Conjunta Glaciar Unión, a cargo del Estado Mayor Conjunto, donde opera y mantienen la base el Instituto Antártico Chileno (INACH), Fuerza Aérea, Ejército y Armada de Chile.  